# Calamus amplijugus
Calamus amplijugus är en enhjärtbladig växtart som beskrevs av John Dransfield. Calamus amplijugus ingår i släktet Calamus och familjen Arecaceae. Inga underarter finns listade i Catalogue of Life.